# Interstate 294
Pour les articles homonymes, voir Route 294.
L'Interstate 294 (I-294) est une autoroute auxiliaire à péage du nord-est de l'Illinois, dans la région de Chicago. L'I-294 constitue la portion sud de la Tri-State Tollway en Illinois. Elle débute à South Holland à la jonction avec l'I-80 / I-94 / IL 394 et se dirige au nord jusqu'à Northbrook à une jonction avec l'I-94. L'I-294 parcourt 53,42 miles (85,97 km) dont 5,32 miles (8,56 km) en multiplex avec l'I-80. Elle forme une voie de contournement de l'ouest de Chicago. L'I-294 est la plus longue autoroute auxiliaire de l'I-94 et la plus longue autoroute auxiliaire de l'État.

## Description du tracé
L'I-294 débute à l'échangeur entre l'I-94, l'I-80 et la IL 394 à Lansing. L'I-94 se dirige vers Chicago alors que l'I-80 / I-294 se dirige vers l'ouest, à Thornton. L'autoroute traverse des quartiers résidentiels suivi d'un secteur industriel pour entrer à nouveau dans un secteur résidentiel. Au nord-est de Hazel Crest, l'I‑80 se détache de l'I-294 et se dirige vers l'ouest. L'I-294, quant à elle, bifurque vers le nord.
Après s'être séparée de l'I-80, l'I-294 entre à Markham. Elle y rencontre l'I-57 avant de s'orienter vers le nord-ouest. Elle passe par plusieurs banlieues du sud-ouest de Chicago avant de croiser l'I-55 à Indian Head Park. Après cet échangeur, l'I-294 reprend une orientation vers le nord.

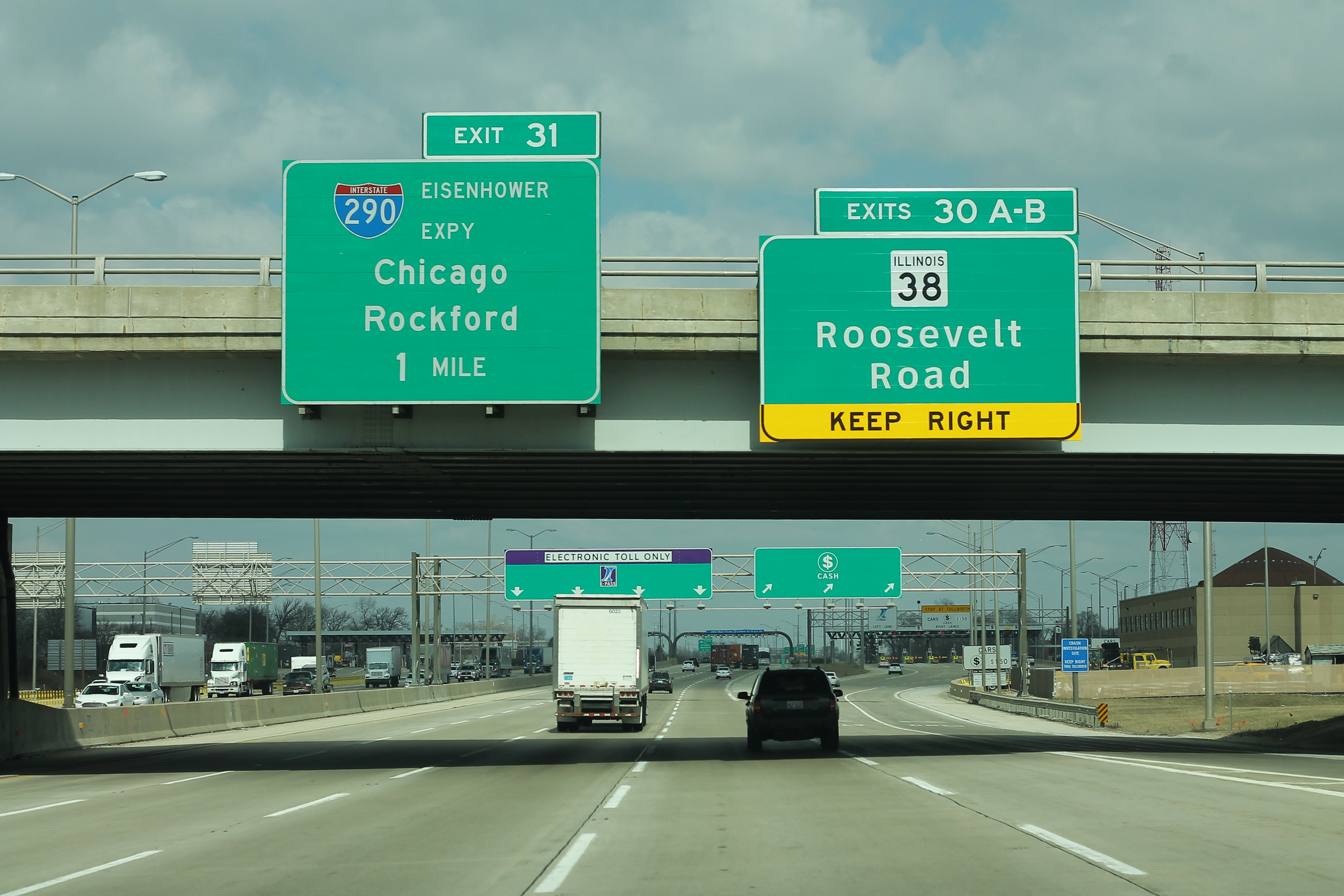
I-294 nord approchant le poste de péage de Cermak Road.

Un peu plus au nord, à Hillside, l'I-294 rencontre l'I-88 et l'I-290. Elle longera cete dernière sur une courte distance jusqu'à Elmhurst, où l'I‑290 se dirige vers le nord-ouest alors que l'I-294 continue son tracé vers le nord, en direction de l'Aéroport O'Hare. Elle arrive à un échangeur avec l'I-90 et l'I-190 tout près de l'aéroport.
Une fois l'aéroport passé, l'I-294 entre à Rosemont et Des Plaines. Elle croise plusieurs voies locales jusqu'à Northbrook, où l'I-294 prend fin alors qu'elle rencontre l'I-94 ouest.

## Liste des sorties
| Interstate 294                                                 |                                  |       |       |                                                 |                                                                                            | |
| Comté                                                          | Municipalité                     | mi    | km    | Sortie                                          | Intersections / Destinations                                                               | Notes |
| Cook                                                           | Lansing                          | 0,00  | 0,00  |                                                 | I-80 est / I-94 est / US 6 est (Kingery Expressway) – Indiana                              | Terminus sud du multiplex avec I-80 / US 6 |
| Cook                                                           | Lansing                          | 0,00  | 0,00  | 161                                             | US 6 ouest / IL 83 (en) (Torrence Avenue)                                                  | Terminus nord du multiplex avec US 6; dernière sortie gratuite direction nord |
| Cook                                                           | Limite Lansing–Thornton Township | 0,00  | 0,00  | 0                                               | I-94 ouest (Bishop Ford Freeway) – Chicago IL 394 (en) sud (Calumet Expressway) – Danville | Terminus sud de la Tri-State Tollway; sortie direction sud, entrée direction nord; sortie 74A de l'I-94 |
| Cook                                                           | South Holland                    | 0,90  | 1,45  | Oasis Chicago Southland Lincoln                 | Oasis Chicago Southland Lincoln                                                            | Oasis Chicago Southland Lincoln |
| Cook                                                           | East Hazel Crest                 | 2,83  | 4,55  | 2                                               | IL 1 (en) (Halsted Street)                                                                 | Indiqué sortie 2A (nord) et 2B (sud) |
| Cook                                                           | East Hazel Crest                 | 4,33  | 6,97  | 4                                               | Dixie Highway                                                                              | Sortie direction sud, entrée direction nord |
| Cook                                                           | Hazel Crest                      | 5,26  | 8,47  | 5                                               | I-80 ouest vers I-57 sud – Iowa                                                            | Terminus nord du multiplex avec I-80; sortie 155 de l'I-80 est |
| Cook                                                           | Hazel Crest                      | 5,81  | 9,35  | Poste de péage de 163rd Street                  | Poste de péage de 163rd Street                                                             | Poste de péage de 163rd Street |
| Cook                                                           | Limite Markham–Harvey            | 6,48  | 10,43 | 6                                               | US 6 (159th Street)                                                                        | Indiqué sortie 6A (est) et 6B (ouest); péage sur la sortie direction sud et l'entrée direction nord |
| Cook                                                           | Blue Island                      | 7,75  | 12,47 | 7                                               | I-57 vers I-80 ouest / IL 83 (en) (147th Street / Sibley Boulevard) – Chicago, Memphis     | Indiqué sortie 7A (nord) et 7B (sud) en direction sud; pas de sortie en direction nord vers I-57 sud; pas d'entrée en direction sud depuis I-57 nord; péage sur la sortie direction sud et l'entrée direction nord; sortie 349 de l'I-57 |
| Cook                                                           | Blue Island                      | 8,33  | 13,41 | 8                                               | IL 83 (en) (147th Street / Sibley Boulevard)                                               | Sortie direction sud, entrée direction nord |
| Cook                                                           | Alsip                            | 12,13 | 19,52 | 12                                              | IL 50 (en) (Cicero Avenue) / IL 83 (en) (127th Street)                                     | Indiqué sortie 12A (sud) et 12B (nord) |
| Cook                                                           | Hickory Hills                    | 17,63 | 28,37 | 17                                              | US 12 / US 20 (95th Street) / 76th Avenue                                                  | Indiqué sortie 17A (est) et 17B (ouest) en direction sud; pas d'indication en direction sud vers 76th Avenue; péage sur la sortie direction nord et l'entrée direction sud                                                               |
| Cook                                                           | Hickory Hills                    | 19,37 | 31,17 | Poste de péage de 83rd Street (direction nord)  | Poste de péage de 83rd Street (direction nord)                                             | Poste de péage de 83rd Street (direction nord) |
| Cook                                                           | Hickory Hills                    | 19,78 | 31,83 | Poste de péage de 82nd Street (direction sud)   | Poste de péage de 82nd Street (direction sud)                                              | Poste de péage de 82nd Street (direction sud) |
| Cook                                                           | Justice                          |       |       | 20                                              | CR W30 (88th / Cork Avenue)                                                                | Futur échangeur |
| Cook                                                           | Justice                          | 20,45 | 32,91 | —                                               | US 12 / US 20 / US 45 (La Grange Road) / IL 171 (en) (Archer Avenue)                       | Entrées seulement |
| Cook                                                           | Rivière Des Plaines              | 21,20 | 34,12 | Pont Mile-Long                                  | Pont Mile-Long                                                                             | Pont Mile-Long |
| Cook                                                           | Hodgkins                         | 22,04 | 35,47 | 22                                              | 75th Street / Willow Springs Road                                                          | Péage sur la sortie direction sud et l'entrée direction nord |
| Cook                                                           | Indian Head Park                 | 23,20 | 37,34 | 23                                              | I-55 (Stevenson Expressway) – Chicago, Saint-Louis US 66 Historique (Joliet Road)          | Pas d'entrée en direction sud depuis I-55 nord; indiqué sortie 23A (nord) et 23B (sud); sortie 277 de l'I-55; péage sur la sortie direction sud et l'entrée direction nord                                                               |
| Cook                                                           | Indian Head Park                 | 23,42 | 37,69 | 23B                                             | Wolf Road                                                                                  | Sortie direction nord, entrée direction sud |
| Cook                                                           | Hinsdale                         | 25,13 | 40,44 | Oasis de Hinsdale (station d'essence seulement) | Oasis de Hinsdale (station d'essence seulement)                                            | Oasis de Hinsdale (station d'essence seulement) |
| Cook                                                           | Western Springs                  | 27,57 | 44,37 | 27                                              | US 34 (Ogden Avenue)                                                                       | Indiqué sortie 27A (est) et 27B (ouest) |
| Cook                                                           | Oak Brook                        | 29,40 | 47,31 | 29                                              | I-88 Toll ouest / IL 110 (CKC) (en) ouest (Ronald Reagan Memorial Tollway) – Aurora        | Sortie direction nord, entrée direction sud; sortie 138 de l'I-88 |
| Cook                                                           | Oak Brook                        | 29,63 | 47,68 | 29                                              | Cermak Road (22nd Street)                                                                  | Sortie direction sud, entrée direction nord |
| Cook                                                           | Oak Brook                        | 30,00 | 48,28 | Poste de péage de Cermak Road                   | Poste de péage de Cermak Road                                                              | Poste de péage de Cermak Road |
| Cook                                                           | Hillside                         | 30,64 | 49,31 | 30                                              | IL 38 (en) (Roosevelt Road)                                                                | Sortie direction nord, entrée direction sud; indiqué sortie 30A (est) et 30B (ouest) |
| Cook                                                           | Hillside                         | 31,00 | 49,89 | —                                               | I-290 est / IL 110 (CKC) (en) est (Eisenhower Expressway) – Chicago                        | Sortie direction nord, entrée direction sud; sortie 15A de l'I-290 |
| Cook                                                           | Hillside                         | 31,00 | 49,89 | 31A                                             | I-88 Toll ouest / IL 110 (CKC) (en) ouest (Ronald Reagan Memorial Tollway) – Aurora        | Sortie direction sud, entrée direction nord; sortie 139 de l'I-88 |
| Cook                                                           | Berkeley                         | 31,75 | 51,50 | 31                                              | I-290 ouest vers US 20 / IL 64 (en) – Rockford                                             | Sortie direction nord, entrée direction sud; sortie 15A de l'I-290 |
| Cook                                                           | Berkeley                         | 31,75 | 51,50 | 31B                                             | I-290 est / IL 110 (CKC) (en) est (Eisenhower Expressway) – Chicago                        | Sortie direction sud, entrée direction nord; sortie 15B de l'I-290 |
| Cook                                                           | Northlake                        | 33,70 | 54,23 | 33                                              | I-290 ouest vers US 20 / IL 64 (en) – Rockford                                             | Sortie direction sud, entrée direction nord; sortie 13A de l'I-290 |
| Cook                                                           | Franklin Park                    |       |       |                                                 | I-490 Toll (en) nord (Western O'Hare Beltway)                                              | Futur échangeur |
| Cook                                                           | Schiller Park                    | 37,96 | 61,09 | Oasis de Hinsdale (station d'essence seulement) | Oasis de Hinsdale (station d'essence seulement)                                            | Oasis de Hinsdale (station d'essence seulement) |
| Cook                                                           | Schiller Park                    | 38,41 | 61,81 | 38                                              | IL 19 (en) (Irving Park Road)                                                              | Sortie direction sud, entrée direction nord; indiqué sortie 38A (est) et 38B (ouest) |
| Cook                                                           | Schiller Park                    | 38,89 | 62,59 | Poste de péage de Irving Park (direction sud)   | Poste de péage de Irving Park (direction sud)                                              | Poste de péage de Irving Park (direction sud) |
| Cook                                                           | Rosemont                         | 39,91 | 64,23 | 39                                              | Balmoral Avenue                                                                            | Sortie direction nord, entrée direction sud; péage sur la sortie direction nord |
| Cook                                                           | Rosemont                         | 40,42 | 65,05 | 40A                                             | I-190 ouest (Kennedy Expressway) / River Road – O'Hare                                     | Indiqué sortie 40 en direction nord; sortie 1C-D de l'I-190; sortie vers River Road en direction nord seulement; péage sur les sorties                                                                                                   |
| Cook                                                           | Rosemont                         | 40,88 | 65,79 | 40B                                             | I-90 Toll ouest (Kennedy Expressway / Jane Adams Memorial Tollway) – Chicago, Rockford     | Indiqué sortie 40 en direction nord; sortie 77 et 79C de l'I-90 |
| Cook                                                           | Park Ridge                       | 41,64 | 67,01 | Poste de péage de Touhy Avenue (direction nord) | Poste de péage de Touhy Avenue (direction nord)                                            | Poste de péage de Touhy Avenue (direction nord) |
| Cook                                                           | Park Ridge                       | 42,28 | 68,04 | 42                                              | Touhy Avenue / Des Plaines River Road                                                      | Sortie direction nord, entrée direction sud; indiqué sortie 42A (est) et 42B (ouest) |
| Cook                                                           | Des Plaines                      | 44,32 | 71,33 | 44                                              | US 14 (Dempster Street)                                                                    | Sortie direction nord, entrée direction sud; indiqué sortie 44A (est) et 44B (ouest) |
| Cook                                                           | Des Plaines                      | 45,34 | 72,97 | 45                                              | IL 58 (en) (Golf Road)                                                                     | Pas d'entrée en direction sud |
| Cook                                                           | Glenview                         | 49,02 | 78,89 | 48                                              | Willow Road                                                                                | Péage sur la sortie direction sud et l'entrée direction nord |
| Cook                                                           | Northbrook                       | 52,75 | 84,89 | 52                                              | Lake Cook Road                                                                             | |
| Cook                                                           | Northbrook                       | 52,75 | 84,89 | —                                               | I-94 Toll ouest (Tri-State Tollway nord) – Wisconsin                                       | Sortie direction nord, entrée direction sud; sortie 25B de l'I-94 est |
| - Terminus de multiplex - Péage - Accès incomplet - Non-ouvert |                                  |       |       |                                                 |                                                                                            | |